# 国防婦人会
国防婦人会（こくぼうふじんかい、旧字体：國防婦󠄁人會）は、1932年から1942年まで存在した日本の婦人団体。略称は「国婦」。割烹着と会の名を墨書した白タスキを会服として活動。出征兵士の見送りや慰問袋の作成など、銃後活動を行った。

## 概要
1931年（昭和6年）9月に満洲事変が、1932年（昭和7年）1月に上海事変が勃発した当時、大阪港の近所に住む主婦らが、出征兵士や応召のため帰郷する若者に湯茶を振舞ったのが活動の原点である。会の目的は「国防」、言い換えれば、「銃後」の戦争協力である。1932年に軍とは直接のつながりのない一般婦人があつまり「大阪国防婦人会」として発足。軍の支援を取り付けて「大日本国防婦人会」となり、全国に拡大。逆に軍は国婦を銃後の戦争協力や思想統制に利用した。

### 「国防は台所から」
国婦には「国防は台所から」というスローガンがあった。
国婦の初期には、婦人たちは割烹着のまま台所を出て街頭に繰り出し、さまざまな「国防」活動を行った。
- 出征兵士の見送り
- 留守家族の支援
- 傷病兵や遺骨の出迎え
- 慰問袋の調達と発送
- 兵営や陸軍病院での洗濯
- 防空演習

など。
一方、軍は婦人たちの協力を必要としながらも、彼女らが家庭を顧みなくなるまでの活動は歓迎せず、台所＝家庭をしっかり守ることを期待した。

### 会服
国防婦人会は割烹着にたすき掛けを会服とした。会の制服を割烹着に襷掛けという活動しやすいものに統一したのは創設者安田せいの夫、久吉の発案だったとも伝えられている。割烹着は婦人の集団内での「着物競争」を防ぐとともに、新規参加を容易にし、相互の平等感により会員の結束を強化するのに役立った。

### 会費
大阪では、低廉ではあるものの会費を徴収して運営していた。
会費は統一されていなかったが、一般大衆でも無理なく払えるよう低廉な額に押さえられていた。分会によっては会費を徴収しないところも少なくはなく、廃品回収で運営費を捻出する分会もあった。

## 沿革
1932年3月、大阪港の近所、市岡に住む主婦、安田せいと三谷英子が中心となり、大阪朝日新聞の大江素天のほか、港の見送りで親しくなった市岡警察署（戦後は港警察署）主任、憲兵特高課員らの協力を得て「大阪国防婦人会」として結成された。その後、軍部の強力な後押しを受けて、その年の10月には「大日本国防婦人会」が結成された。
居住地単位や職場単位の分会方式で急速に会員を増やして全国に分会を持つにいたり、先に結成されていた愛国婦人会（内務省系、1901年 - 1942年、略称愛婦）や大日本連合婦人会（文部省系、1931年 - 1942年、略称連婦）をしのぐ大組織となっていった。1940年12月には、国婦総本部は会員数9,052,932人としている。
しかし戦争が本格化すると、秘密保持のためとして出征兵士の見送りも制限されるようになっていき、防空演習や労力奉仕などでは割烹着の非活動性が批判をうけるようになり、最終的に、割烹着はもんぺにとってかわられ、国婦は並立していた婦人団体、愛婦・連婦と統合され「大日本婦人会」（1942年 - 1945年、略称日婦）となった。

### 略年表
- 1931年（昭和6年）9月、満洲事変勃発。
- 1931年12月12日、井上中尉夫人自刃事件（陸軍歩兵第37連隊の井上清一中尉の妻・千代子が、満洲へ出征する夫へのはなむけに自らの首を切り付け自死した）[7]
- 1932年（昭和7年）1月、上海事変勃発。
- 1932年3月18日 - 大阪国防婦人会・発会式
- 1932年10月27日 - 大日本国防婦人会・発会式（本部長：荒木貞夫陸軍大臣の妻[8]）
- 1932年12月13日 - 大日本国防婦人会関西本部・発会式[9]
- 1934年（昭和9年）4月10日 - 大日本国防婦人会総本部・設立総会[10]（会長：武藤能婦子、陸軍大将武藤信義の妻[2]）
- 1934年9月21日に起きた関西風水害（室戸台風）では総動員体制で積極的な救援活動を行う[11]。
- 1937年（昭和12年）3月1日 - 国防婦人会館（大日本国防婦人会関西本部会館）・落成式[12]
- 1937年7月7日 - 盧溝橋事件・日中戦争激化へ
- 1938年（昭和13年）4月3日 - 大日本国防婦人会満洲地方本部を改組し「満洲国防婦人会」が発会[1]。

- 1940年（昭和15年）9月11日、隣組強化法
- 1941年（昭和16年）12月8日 - マレー作戦・真珠湾攻撃
- 1942年（昭和17年）2月2日 - 大日本婦人会・発会式 国婦も愛婦も連婦も大日本婦人会に統合[13]
- 1945年（昭和20年）6月13日、大日本婦人会・解散。国民は国民義勇戦闘隊に（6月23日、義勇兵役法発布）。

### 国防婦人会館
国婦発祥の地、大阪では、同会のための会館を自分たちの手で作ろうと決め、醵金を募り、1936年（昭和11年）に起工し、1937年（昭和12年）3月1日、国防婦人会館（正式名、大日本国防婦人会館関西本部会館）の落成式をとりおこなった。
この建物は戦後、進駐軍に接収された後、返還され、財団法人大阪府婦人会館として運用され、1960年代に大阪府が借り上げて「大阪府婦人会館」とした（1982年に「大阪府立婦人会館」に改称）。1994年（平成6年）4月1日に大阪府立女性総合センター（ドーンセンター）ができると、婦人のための会館としての役割を終えた。

## 評価

### 兵隊ばあさん
藤井忠俊は新書『国防婦人会』の中で、安田せいらの大阪港での活動を「兵隊ばあさんの発想」「兵隊ばあさんの実力」と表記している。

### 白の軍団
軍では、総動員体制の中、「銃後」の女たちも思想戦、経済戦の戦士として重要だと認識していた。
加納実紀代は国婦を「白の軍団」と形容した。

### 女性解放の側面
女性解放の視点で見ると、家にしばりつけられ、自由な外出もままならなかった一般女性を家庭から「解放」して家庭外での活動を可能にし、また女子労働者や遊郭の女たちもいったん割烹着と襷を身につければ「平等」にあつかわれたといえる。市川房枝や平塚らいてうは、手放しではないものの、ある種の女性解放をもたらしたとして国婦活動に一定の評価を与えている。

## 関連人物
- 安田せい - 国婦活動の発起人であり、大阪国防婦人会発足時の副会長。
- 三谷英子 - 大阪国防婦人会発足時の会長。
- 山中とみ - せいと共に大阪国防婦人会発足時の副会長だったが、早期に手を引いたため、 『大日本国防婦人会十年史』 にはその名が見られない。
- 大森忠重 - 軍師役、せいらの助言者
- 大江素天 - 大阪朝日新聞
- 安田久吉 - せいの夫。妻の活動を積極的に応援し、知恵も手も貸した。
- 石井嘉穂 - 陸軍軍人。国婦の整備発展に積極的に協力した[19]。「国防婦人会の父」とも言われた[20]。

## 関連文献
- 大日本国防婦人会総本部／編 『大日本国防婦人会十年史』 1943
- 日本図書センター 『愛国・国防婦人運動資料集』1996
- 『市川房江自伝・戦前篇』
- 『神戸国婦十年画史』
- 石井嘉穂「国防婦人会発展秘話」
- 大阪府立婦人会館編『大阪府立婦人会館30年のあゆみ』大阪府立婦人会館 1994年3月[21]

### 機関紙
- 総本部『日本婦人』
- 関西本部『婦人国防』
- 関東本部『国防婦人』

## その他

### ドキュメンタリー
- NHKスペシャル「銃後の女性たち〜戦争にのめり込んだ“普通の人々”〜」（2021年8月14日、NHK）[22]